# Anna Marie Hahn
 (août 2019).
Si vous disposez d'ouvrages ou d'articles de référence ou si vous connaissez des sites web de qualité traitant du thème abordé ici, merci de compléter l'article en donnant les références utiles à sa vérifiabilité et en les liant à la section « Notes et références ».
Anna Marie Hahn (née Filser le 7 juillet 1906 en Bavière et morte le 7 décembre 1938 au pénitencier de l'Ohio) était une tueuse en série américaine.
Adolescente, elle eut une liaison avec un médecin viennois de laquelle naquit un fils, Oskar. La famille émigre aux États-Unis en 1929 mais le médecin meurt peu de temps après leur arrivée. C'est lors d'un séjour chez Max et Anna Doeschel à Cincinnati qu'elle fit la connaissance de Philip Hahn, un compatriote allemand. Ils se marièrent en 1930. Par la suite, elle retourna brièvement en Allemagne pour reprendre son fils puis ils s'installèrent tous les trois aux États-Unis.
Anna Marie aurait commencé à empoisonner et voler les personnes âgées de la communauté allemande de Cincinnati dans le but de satisfaire son addiction au jeu. Sa première victime supposée était Ernst Kohler, qui décéda le 6 mai 1933. Elle avait sympathisé avec lui peu de temps avant sa mort et il lui laissa une maison dans son testament.
Sa victime suivante - supposée - fut Albert Parker qui mourut à l'âge de 72 ans, également peu de temps après avoir fait sa connaissance. Avant sa mort, elle lui signa une reconnaissance de dettes d'un montant de 1000 dollars. Mais bizarrement, ce document se volatilisa après son décès.
Jacob Wagner, qui décéda le 3 juin 1937 à l'âge de 78 ans, laissa 17 000 dollars en espèces à Hahn, sa « nièce bien-aimée ». Peu après, elle commença à s'occuper de George Gsellman alors âgé de 67 ans. Pour les services qu'elle lui rendit, elle reçut 15 000 dollars après son décès le 6 juillet 1937.
Georg Obendoerfer fut la dernière personne tuée par Hahn, le 1er août 1937. L'autopsie révéla des niveaux élevés d'arsenic dans son corps, ce qui fit naître des soupçons. Les exhumations de deux de ses anciennes victimes révélèrent qu'ils avaient été empoisonnés.
Hahn fut condamné à mort par électrocution après un procès sensationnel de quatre semaines en novembre 1937. Elle devint la première femme à être exécutée dans l'Ohio. Elle mourut le 7 décembre 1938, à l'âge de 32 ans, et fut enterrée dans le cimetière du Mont-Calvaire à Columbus.